# RBMS1
RBMS1 (англ. RNA binding motif single stranded interacting protein 1) – білок, який кодується однойменним геном, розташованим у людей на короткому плечі 2-ї хромосоми.  Довжина поліпептидного ланцюга білка становить 406 амінокислот, а молекулярна маса — 44 505.
| 10         |  | 20         |  | 30         |  | 40         |  | 50         |
| ---------- |  | ---------- |  | ---------- |  | ---------- |  | ---------- |
| MGKVWKQQMY |  | PQYATYYYPQ |  | YLQAKQSLVP |  | AHPMAPPSPS |  | TTSSNNNSSS |
| SSNSGWDQLS |  | KTNLYIRGLP |  | PHTTDQDLVK |  | LCQPYGKIVS |  | TKAILDKTTN |
| KCKGYGFVDF |  | DSPAAAQKAV |  | SALKASGVQA |  | QMAKQQEQDP |  | TNLYISNLPL |
| SMDEQELENM |  | LKPFGQVIST |  | RILRDSSGTS |  | RGVGFARMES |  | TEKCEAVIGH |
| FNGKFIKTPP |  | GVSAPTEPLL |  | CKFADGGQKK |  | RQNPNKYIPN |  | GRPWHREGEV |
| RLAGMTLTYD |  | PTTAAIQNGF |  | YPSPYSIATN |  | RMITQTSITP |  | YIASPVSAYQ |
| VQSPSWMQPQ |  | PYILQHPGAV |  | LTPSMEHTMS |  | LQPASMISPL |  | AQQMSHLSLG |
| STGTYMPATS |  | AMQGAYLPQY |  | AHMQTTAVPV |  | EEASGQQQVA |  | VETSNDHSPY |
| TFQPNK     |  |            |  |            |  |            |  |            |

A: Аланін

C: Цистеїн

D: Аспарагінова кислота

E: Глутамінова кислота

F: Фенілаланін

G: Гліцин

H: Гістидин

I: Ізолейцин

K: Лізин

L: Лейцин

M: Метіонін

N: Аспарагін

P: Пролін

Q: Глутамін

R: Аргінін

S: Серин

T: Треонін

V: Валін

W: Триптофан

Кодований геном білок за функцією належить до фосфопротеїнів. 
Задіяний у таких біологічних процесах як реплікація ДНК, альтернативний сплайсинг. 
Білок має сайт для зв'язування з ДНК, РНК. 
Локалізований у ядрі.